# Oliver Byrne

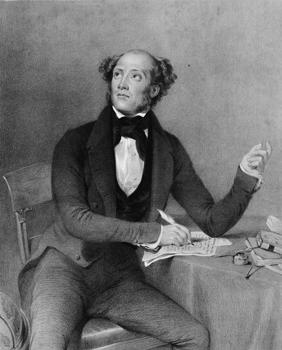
Oliver Byrne. Lithografie ca. 1850.

Oliver Byrne (* 1810 in Avoca, Irland; † 9. Dezember 1880 in Maidstone) war ein irischer Mathematiker, der heute insbesondere durch seine grafische Bearbeitung der ersten sechs Bücher Euklids bekannt ist. Zu seiner Zeit wurde die Bearbeitung nicht als ernsthaftes Werk, sondern vielmehr als Kuriosität angesehen. Das heutige Interesse an Byrnes Werk und insbesondere an seinem The Elements of Euclid hängt mit dem Abdruck einer seiner Bearbeitungen in Edward Tuftes Envisioning Information (Visualisieren von Information) und dem darauf folgenden kommentierten Nachdruck des Werkes zusammen.

## Leben

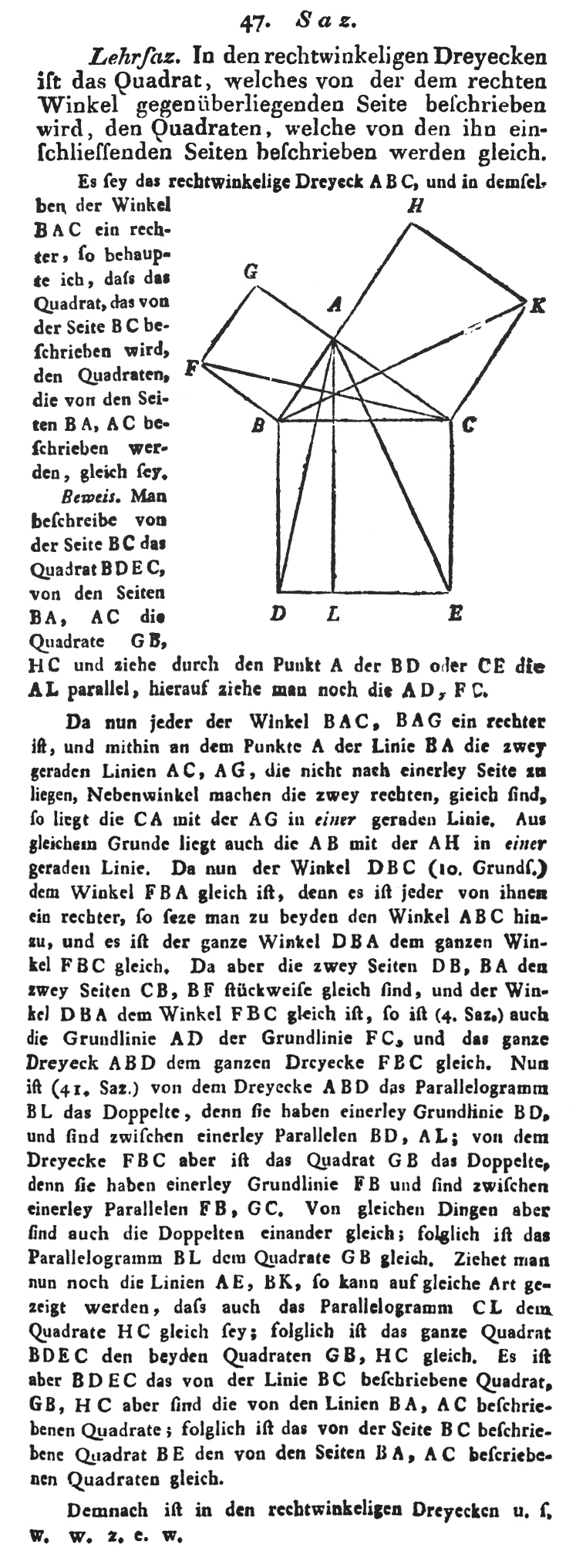
Darstellung der gleichen Beweisidee vor der Visualisierung von Byrne.

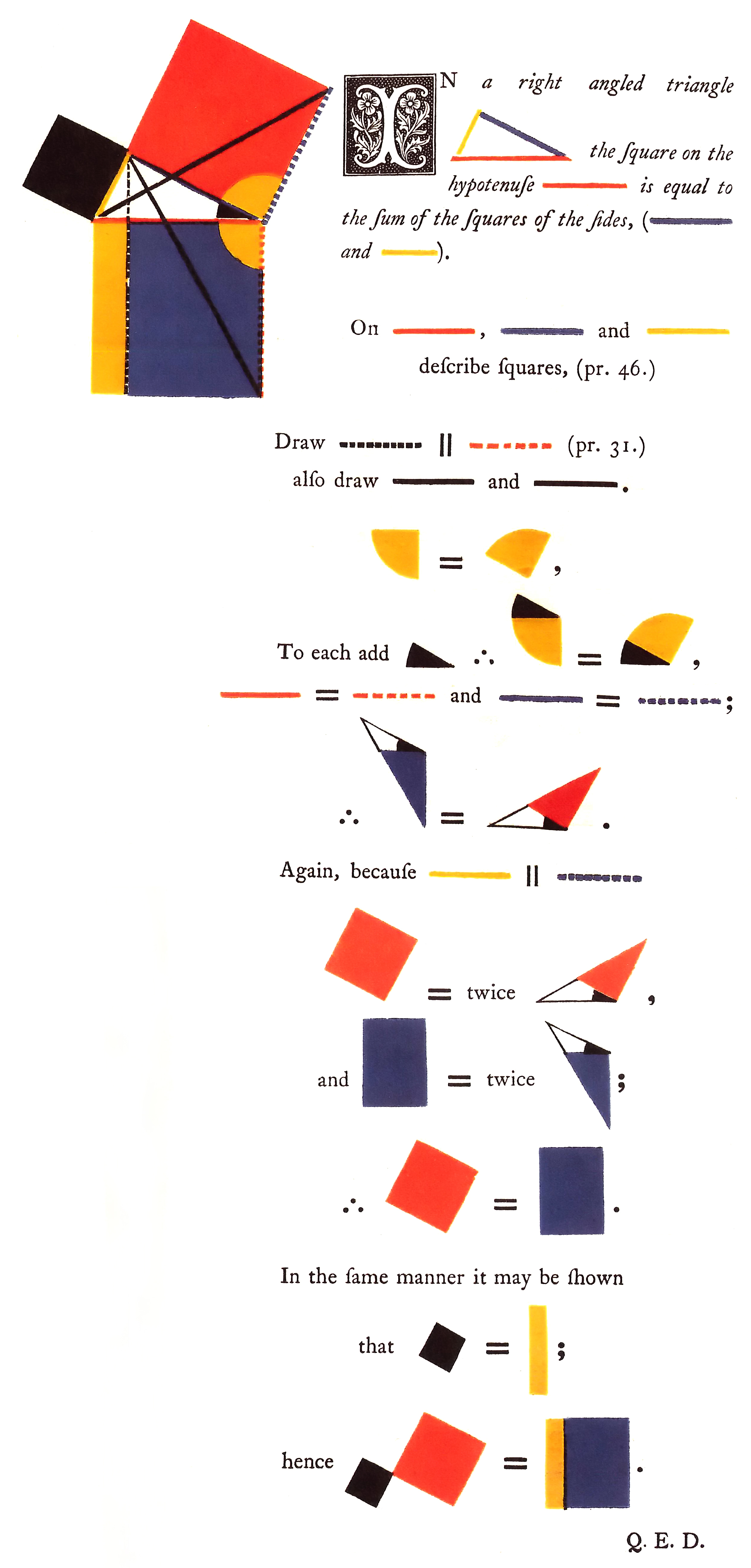
Beweis des Satzes von Pythagoras in Byrnes The Elements of Euclid.

Über den Lebenslauf von Oliver Byrne und insbesondere seine Ausbildung ist nur sehr wenig bekannt. Im Alter von 20 Jahren wurde er zum Professor für Mathematik am College of Civil Engineers in Putney, Surrey, England ernannt. 1847 veröffentlichte er in einem Band seine Bearbeitung der ersten sechs Bücher des Euklids mit zahlreichen farbigen Zeichnungen. Es handelte sich um eines der ersten mehrfarbig gedruckten und nicht händisch kolorierten Bücher.
Byrne war der offizielle Vermesser der Siedlungen auf den Falklandinseln.
In den 1850er Jahren reiste er durch die Vereinigten Staaten von Amerika und veröffentlichte u. a. 1853 in Boston, Massachusetts, seine Abhandlung mit dem Titel Freedom to Ireland (Freiheit für Irland).
Byrne erfand mechanische Rechengeräte, den Byrnegraph und Gauger’s Patent Calculating Instrument.

## Werke
- A Short Practical Treatise on Spherical trigonometry, Valpy, 1835, ISBN 978-1-110-89691-2.
- How to Measure the Earth with the Assistance of Railroads, Currie and Bowman (Newcastle), 1838.
- New and Improved Systems of Logarithms, Day (London), 1838.
- The creed of St. Athanasius, unter dem Pseudonym: E. B. Revilo, 1839.
- The Practical, complete and correct Gager, containing a description of Parker and Byrne’s patent Calculating Instruments; with their use and application, Bailey (London), 1840. Auch Sherwood, Gilbert, and Piper, Paternoster Row, London, 1841.
- The Fifth Book of Euclid simplified, 1841.
- Description and Use of the Byrnegraph, an instrument for multiplying, dividing and comparing lines, angles, surfaces and solids, C. and J. Adlard (London), 1846.
- The First Six Books of the Elements of Euclid in which coloured diagrams and symbols are used instead of letters for the greater ease of learners, 1847.
- The Miscellaneous Mathematical Papers of O(liver) B(yrne), L. Maynard, ed. John Byrne, 1848.
- Pocketbook for Railroad and Civil Engineers, Shepherd (New York), 1851.
- The Practical Metal-Worker’s assistant, Baird (Philadelphia), 1851, ISBN 978-1-151-79618-9.
- The Practical Model Calculator, Baird (Philadelphia), 1852, ISBN 978-1-145-93075-9.
- Appleton’s Dictionary of machines, Mechanics, Engine work and Engineering, Oliver Byrne (editor), 2 vols, Daniel Appleton and Co., 1852.
- Lectures on the Art and Science of War, Donahoe (Boston), 1853.
- The Creed of Saint Athanasius proved by a Mathematical parallel (a satire), 1859.
- The Handbook for the Artisan, Mechanic, and Engineer, Collins (Philadelphia), 1853.
- Dual Arithmetic, A New Art, Bell & Daldy (London), 1865, ISBN 978-1-141-92119-5.
- The Young Dual Arithmetician, Bell & Daldy, 1865.
- The Young Geometrician, or Practical geometry without compasses, Chapman and Hall (London), 1865, ISBN 978-1-143-82512-5, books.google.com
- Tables of Dual Logarithms, Dual Numbers, and corresponding Natural Numbers, Bell & Daldy, 1867
- The Essential Elements of Practical Mechanics, based on the principal of work, designed for engineering students, Spon (London), 1868.
- General Method of Solving Equations of all degress, applied particularly to equations of the second, third, fourth and fifth, Spon (London), 1868.
- Spon’s Dictionary of Engineering, Spon, 1869–1874.
- The Calculus of Form, 1870.
- Byrne’s Treatise on navigation and nautical Astronomy, Oliver Byrne, 1875.
- The Geometry of Compasses, Lockwood (London), 1877, ISBN 978-1-104-05805-0.